# トーコーシティホテル新大阪
トーコーシティホテル新大阪（トーコーシティホテルしんおおさか）は、大阪府大阪市淀川区にあった、株式会社ケン・トーコーシティホテルが直営するビジネスホテルであった。
2011年6月1日に閉館した。なお、ケン・トーコーシティホテルが運営するグループホテルは他にも「トーコーシティホテル梅田」（2015年閉館）と「トーコーシティホテル松本」などがある。